# Yann M'Vila
Yann M'Vila, född 29 juni 1990 i Amiens, Frankrike, är en fransk professionell fotbollsspelare som spelar för West Bromwich Albion. Han har tidigare spelat i det franska landslaget, där han debuterade i augusti 2010. 

## Karriär
M'Vila kom till Rennes 2004 och hade innan dess spelat i FC Mantes, Amiens SC och Sains-Saint-Fussien. Han kom dock inte att spela med A-laget förrän säsongen 2009-2010 då han medverkade i 35 av lagets 38 ligamatcher.
I september 2020 värvades M'Vila av grekiska Olympiakos, där han skrev på ett treårskontrakt.
Den 19 februari 2024 värvades M'Vila på fri transfer av West Bromwich Albion.